# Antoni Grzybowski
Antoni Tomasz Grzybowski ps. „Antoniewicz” (ur. 7 marca 1911 w Warszawie zm. 15 września 1944 tamże) – kapral podchorąży rezerwy piechoty Wojska Polskiego, powstaniec warszawski, kawaler Krzyża Walecznych.

## Życiorys
Antoni Grzybowski urodził się w rodzinie Józefa, handlowca, i Wacławy z Gacparskich. Był starszym bratem Kazimierza ps. „Misiewicz” (1918–2009). Wychowywał się w latach I wojny światowej. W 1918 rozpoczął naukę w prywatnym Gimnazjum Wojciecha Górskiego w Warszawie. Od 1921 kontynuował naukę w Państwowym Gimnazjum im. Adama Mickiewicza uzyskując w 1929 świadectwo dojrzałości. W latach 1926–1928 uzyskał wyszkolenie wojskowe (w ramach przysposobienia wojskowego) przy 21 Warszawskim pułku piechoty.
W 1929 rozpoczął studia prawnicze na Uniwersytecie Warszawskim, które ukończył w 1937 uzyskując tytuł magistra praw. W międzyczasie, w latach 1934–1935 odbył służbę wojskową w trakcie, której ukończył Dywizyjny Kurs Podchorążych Rezerwy 28 DP przy 15 pułku piechoty „Wilków” w Dęblinie. Do wybuchu II wojny światowej pracował w Urzędzie Wojewódzkim Warszawskim.
Obowiązkowe ćwiczenia odbył w 72 pułku piechoty. W 1939 został zmobilizowany. W czasie kampanii wrześniowej walczył w szeregach 72 pułku piechoty, jako dowódca drużyny. Uniknął niemieckiej niewoli. Starając się utrzymać rodzinę trudnił się różnymi dorywczymi pracami, nie brał wtedy udziału w konspiracji wojskowej. Wiedząc o zaangażowaniu w niej jego brata Kazimierza obiecał mu, w razie potrzeby, włączenie się do walki.
Przed godziną „W” stawił się na zbiórce obejmując dowodzenie drużyną w plutonie dowodzonym przez brata Kazimierza. W czasie powstania warszawskiego walczył na Mokotowie w szeregach pułku „Baszta” (batalion „Olza”). Zginął 15 września 1944 trafiony kulą w czoło w czasie próby natarcia na żołnierzy III Rzeszy w bloku przy ulicy Aleje Niepodległości 131 przy 47. punkcie obserwacyjnym.